# 毛腿冬菇
毛腿冬菇，亦稱為绒柄小火菇、绒柄金钱菇、野生金針菇，屬膨瑚菌科小火菇属的一种真菌。該物種分布於歐洲和北美。毛腿冬菇常被認為與亞洲的金針菇（F. filiformis）同屬一種，後者常被栽培作為食用菌，但DNA序列分析顯示這兩者是不同的。

## 生長環境
毛腿冬菇特別喜歡腐生於枯萎或垂死的榆樹、白蠟樹、水青冈和橡樹上。

## 分類
該物種最初由植物學家威廉·柯蒂斯於1782年在英國描述為Agaricus velutipes。1951年洛夫·辛格將其歸入小火菇屬（Flammulina）。